# Lars Hauke
Lars Hauke ist ein ehemaliger deutscher Footballspieler.

## Leben
Der Ahrensburger Hauke war von 1995 und 2000 Spieler der Hamburg Blue Devils in der höchsten deutschen Spielklasse. Er kam in der Verteidigung zum Einsatz, 1996 wurde er mit Hamburg durch einen Endspielsieg über die Düsseldorf Panther deutscher Meister, in den Jahren 1996, 1997 sowie 1998 kam zudem der Gewinn des Eurobowl hinzu. In der Football-Bundesliga zog man 1998 und 1999 erneut ins Endspiel um die deutsche Meisterschaft ein, verlor aber jeweils gegen die Braunschweig Lions. Anfang der 2000er Jahre gehörte Hauke dem Trainerstab der Blauen Teufel an.